# ماري آن براون
ماري آن براون (بالإنجليزية: Mary Ann Browne)‏ (1812 في المملكة المتحدة - 1845)؛ كاتِبة وشاعرة بريطانية.